# 107 Камілла
107 Камілла (107 Camilla) — астероїд зовнішнього головного поясу, відкритий 17 листопада 1868 року.
Тіссеранів параметр щодо Юпітера — 3,101.